# NGC 2913
NGC 2913 est une galaxie spirale située dans la constellation du Lion. NGC 2913 a été découverte par l'astronome allemand Albert Marth en 1864.

## Caractéristiques
Sa vitesse par rapport au fond diffus cosmologique est de 3 368 ± 23 km/s, ce qui correspond à une distance de Hubble de 49,7 ± 3,5 Mpc (∼162 millions d'al).
À ce jour, une mesure non basée sur le décalage vers le rouge (redshift) donne une distance d'environ 56,500 Mpc (∼184 millions d'al). Cette valeur est à l'extérieur des valeurs de la distance de Hubble. Notons que c'est avec la valeur moyenne des mesures indépendantes, lorsqu'elles existent, que la base de données NASA/IPAC calcule le diamètre d'une galaxie et qu'en conséquence le diamètre de NGC 2913 pourrait être d'environ 17,5 kpc (∼57 100 al) si on utilisait la distance de Hubble pour le calculer.
NGC 2913 présente une large raie HI.

## Groupe de NGC 2911
NGC 2913 fait partie du groupe de NGC 2911. Selon Abraham Mahtessian, le groupe de NGC 2911 contient aussi les galaxies NGC 2911 et NGC 2914. D'autre part, le groupe de NGC 2911 est aussi mentionné dans une étude publiée en 1993 par A.M. Garcia. Dans cette étude, Garcia inclut aussi la galaxie NGC 2939 ainsi que les galaxies PGC 27167 (identifié comme étant NGC 2912, une erreur), UGC 5216 et MCG 2-25-22.